# Delbert Leroy Gratz
Delbert Leroy Gratz (* 5. März 1920; † 24. August 2000 in Bluffton) war ein US-amerikanischer Historiker.

## Leben
Er besuchte die öffentlichen Schulen in Bluffton und machte 1942 seinen Abschluss am Bluffton College, wo er Geschichte unter der Anleitung von C. Henry Smith studierte. Als Jugendlicher wurde er in der First Mennonite Church of Bluffton getauft, wo er lebenslanges Mitglied war. 1950 schloss er ein zweijähriges Doktoratsstudium an der Universität Bern ab. 1950 kehrte er an das Bluffton College zurück, um Bibliothekar der Musselman Library und Professor für mennonitische Geschichte zu werden, wo er 38 Jahre lang tätig war.

## Schriften (Auswahl)
- Historical and genealogical sketch of the Swiss Mennonites of Allen and Putnam counties, Ohio. Columbus 1940, OCLC 16441319.
- Bernese Anabaptists being mainly the history of those who migrated to America in the beginning of the nineteenth century. Scottdale 1953, OCLC 555777061.
- mit Andrea Boldt und Werner Enninger: Mennonites in transition from Switzerland to America. Emigrant and immigrant experience. Morgantown 1997, OCLC 834301396.
- Was isch dini nahme? (What is your name?). A collection of Swiss family names. Morgantown 1997, OCLC 1018163519.